# Scalmicauda bicolorata
Scalmicauda bicolorata är en fjärilsart som beskrevs av M.Gaede 1928. Scalmicauda bicolorata ingår i släktet Scalmicauda och familjen tandspinnare. Inga underarter finns listade.